# Эйерс, Рой
Рой Эйерс (англ. Roy Ayers; 10 сентября 1940, Лос-Анджелес, Калифорния — 4 марта 2025, Нью-Йорк, Нью-Йорк) — американский композитор и музыкант, известный своим творчеством в стилях фанк, соул и джаз. Он начал свою карьеру в качестве джазового исполнителя, выпустив несколько альбомов на лейбле Atlantic Records. В 1970-х годах он перешёл к Polydor Records, где стал одним из пионеров джаз-фанка. Эйерс является важной фигурой в эйсид-джазовом движении и получил прозвище «крестный отец неосоула». Некоторые из его известных композиций — «Everybody Loves the Sunshine», «Searchin» и «Running Away». Его музыка стала основой для многих сэмплов в рэп-музыке.

## Биография
Рой Эйерс родился 10 сентября 1940 года в Лос-Анджелесе. Он вырос в музыкальной семье, где его родители играли на тромбоне и фортепиано. С пяти лет Рой начал играть на вибрафонах, которые подарил ему Лайонел Хэмптон. Он вырос в районе Южного Централа в Лос-Анджелесе, который был известен своей черной музыкальной сценой. В школе Рой пел в церковном хоре и был лидером группы «The Latin Lyrics», где играл на стальной гитаре и фортепиано. Имел троих детей: Роя, Набила и Лорен.

## Карьера
Эйерс начал свою карьеру в 1962 году и присоединился к флейтисту Херби Манну в 1966 году. В начале 1970-х годов он сформировал свою собственную группу Roy Ayers Ubiquity. Эйерс также был автором саундтрека к фильму «Коффи», а его хит «Running Away» стал одним из самых успешных в конце 1970-х. В 1980 году он выпустил альбом «No Stranger to Love» с исполнением в стиле R&B. Айерс также гастролировал с Фелой Кути в Нигерии и сотрудничал с разными артистами, включая Уитни Хьюстон. Он известен своим разнообразным музыкальным стилем, включая фанк, сальсу, джаз и рэп.
Эйерс умер 4 марта 2025 года в больнице Манхэттена, штат Нью-Йорк, в возрасте 84 лет после продолжительной болезни.

## Дискография
- West Coast Vibes (United Artists, 1963)
- Virgo Vibes (Atlantic, 1967)
- Stoned Soul Picnic (Atlantic, 1968)
- Daddy Bug (Atlantic, 1969)
- All Blues (Columbia, 1969)
- Unchain My Heart (Columbia, 1970)
- Ubiquity (Polydor, 1970)
- Live at the Montreux Jazz Festival (Polydor, 1972)
- He’s Coming (Polydor, 1972)
- Virgo Red (Polydor, 1973)
- Red Black & Green (Polydor, 1973)
- Coffy (1973)
- Change Up the Groove (Polydor, 1974)
- Mystic Voyage (Polydor, 1975)
- A Tear to a Smile (Polydor, 1975)
- Daddy Bug & Friends (Atlantic, 1976)
- Everybody Loves the Sunshine (Polydor, 1976)
- Vibrations (Polydor, 1976)
- Lifeline (Polydor, 1977)
- You Send Me (Polydor, 1978)
- Step in to Our Life (Polydor, 1978)
- Starbooty (Elektra, 1978)
- Let’s Do It (Polydor, 1978)
- Fever (Polydor, 1979)
- No Stranger to Love (Polydor, 1979)
- Love Fantasy (Polydor, 1980)
- Africa, Center of the World (Polydor, 1981)
- Feeling Good (Polydor, 1982)
- Lots of Love (Uno Melodic, 1983)
- In the Dark (Columbia, 1984)
- You Might Be Surprised (Columbia, 1985)
- I’m the One (Columbia, 1987)
- Drive (Ichiban, 1988)
- Wake Up (Ichiban, 1989)
- Searchin' (Jazz House, 1991)
- Hot (Jazz House, 1992)
- Good Vibrations (Jazz House, 1993)
- The Essential Groove Live (Jazz House, 1994)
- Nasté (RCA Records, 1995)
- Mahogany Vibe (Rapster, 2004)